# Pirjo Mäkelä

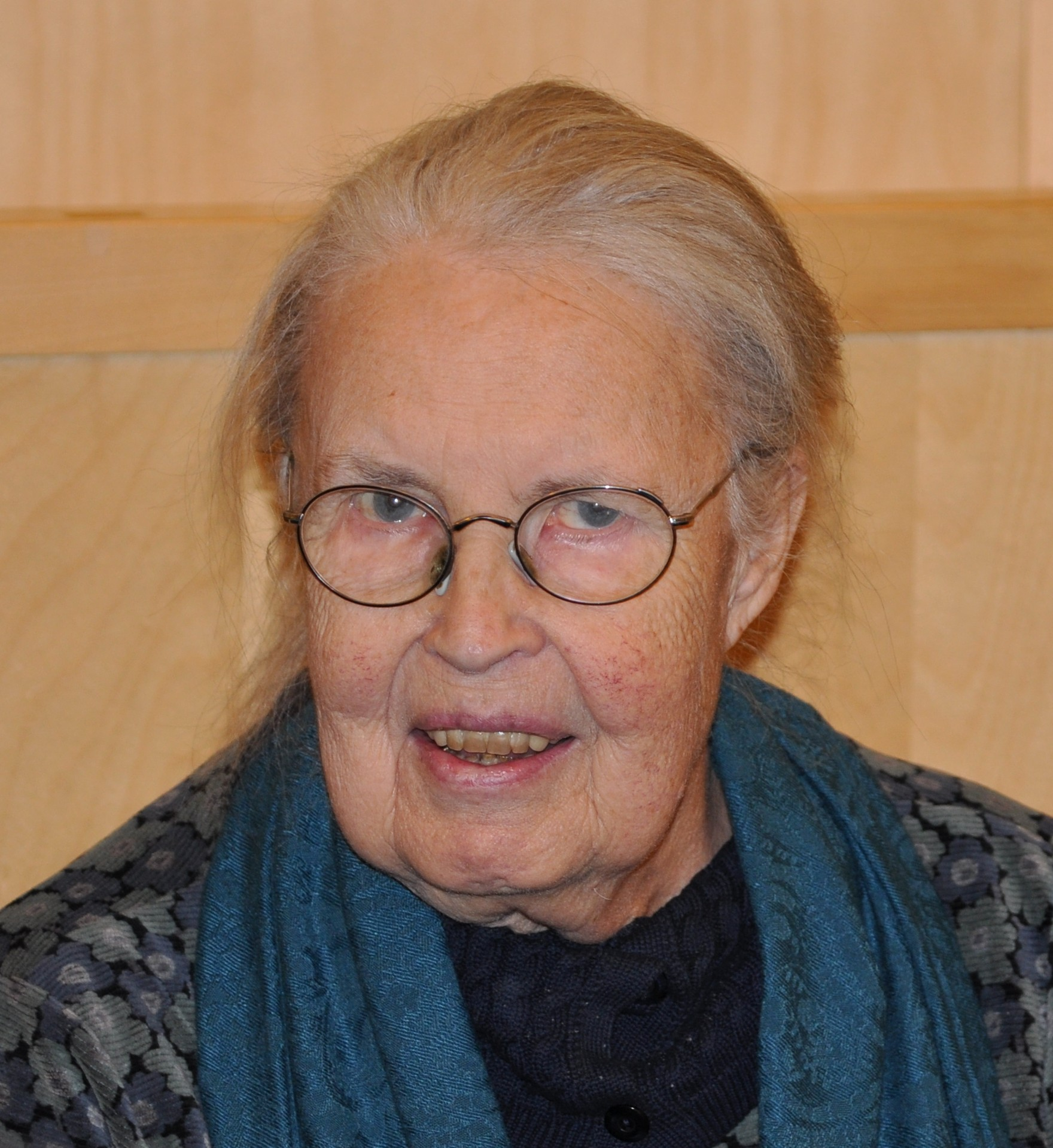
Pirjo Mäkelä

Pirjo Helena Mäkelä (* 16. Dezember 1930 in Lahti; † 22. November 2011) war eine finnische Medizinerin, bekannt für die Entwicklung von Impfstoffen.
Mäkelä machte 1955 an der Universität Helsinki ihren Abschluss in Medizin. Danach war sie im Labor von Joshua Lederberg in Stanford und spezialisierte sich auf medizinische Mikrobiologie. 1961 wurde sie promoviert. Sie leitete die Abteilung Bakteriologie am staatlichen Seruminstitut (aus dem später das nationale finnische Institut für Öffentliche Gesundheit wurde) und war Professorin. 1965 war sie die Vizepräsidentin des Instituts und 1995 ging sie in Pension.
Sie entwickelte Impfstoffe unter anderem gegen Meningokokken, die 1973 eine Meningitis-Epidemie unter Kindern in Finnland ausgelöst hatten. Sie war auch an der Entwicklung weiterer Impfstoffe wie gegen Pneumokokken beteiligt und unterstützte Impfkampagnen für Kinder in Entwicklungsländern (wie Bangladesch und den Philippinen).
1970 erhielt sie den Robert-Koch-Preis, 2002 den Prinz-Mahidol-Preis. Sie war seit 2003 (als erste Frau) Mitglied der Finnischen Akademie der Wissenschaften.
Sie war mit dem Professor für Bakteriologie und Serologie Olli Mäkelä verheiratet und hatte vier Kinder, darunter den Professor für Biochemie und Molekularbiologie Tomi Mäkelä.